# ROCK CONCERT
『ROCK CONCERT』（ロック・コンサート）は、KUWATA BANDのライブ・アルバム。1986年12月5日にCDとカセットテープで発売。発売元はタイシタレーベル。
1992年6月27日、2001年6月25日にはリマスタリングされたCDが再発売された。また、2016年2月26日にはダウンロード配信、2019年12月20日にはストリーミング配信を開始した。

## 背景・音楽性
1986年に1年間限定で結成されたKUWATA BANDが最後に発売した作品。同年10月までに約50本行われたライブツアー「ROCK CONCERT」から10月8日・9日の渋谷公会堂公演の音源から選出して収録された作品である。
本作に収録された楽曲は、1枚目アルバム『NIPPON NO ROCK BAND』やシングル4作に加え、カバー楽曲も収録されている。

## 収録曲
- タイトルは基本的にオリジナル収録時のものに従った。収録曲は全てライブ音源である。※印は『NIPPON NO ROCK BAND』収録曲。

### DISC 1
1. SMOKE ON THE WATER 〜 M.C.
（作詞・作曲：I.Paice / J.Lord / I.Gillan / R.Blackmore / R.Glover、編曲：KUWATA BAND）
「SMOKE ON THE WATER」はディープ・パープルのカバー。
2. YOU NEVER KNOW (恋することのもどかしさ)  ※
（作詞：Tommy Snyder、作曲・編曲：KUWATA BAND）
3. RED LIGHT GIRL (街の女に恋してた)  ※
（作詞：Tommy Snyder、作曲・編曲：KUWATA BAND）
4. BELIEVE IN ROCK'N ROLL (夢見るロック・スター)  ※
（作詞：Tommy Snyder、作曲・編曲：KUWATA BAND）
5. DEVIL WOMAN (デビル・ウーマン)  ※
（作詞：Tommy Snyder、作曲・編曲：KUWATA BAND）
6. MERRY X'MAS IN SUMMER
（作詞：桑田佳祐、作曲・編曲：KUWATA BAND）
7. ALL DAY LONG (今さら戻ってくるなんて)  ※
（作詞：Tommy Snyder、作曲・編曲：KUWATA BAND）
8. ZODIAK (不思議な十二宮)  ※
（作詞：Tommy Snyder、作曲・編曲：KUWATA BAND）
9. 天国への扉 (KNOCKIN' ON HEAVEN'S DOOR)
（作詞・作曲：Bob Dylan、編曲：KUWATA BAND）
10. LIKE A ROLLING STONE
（作詞・作曲：Bob Dylan、編曲：KUWATA BAND）
11. 風に吹かれて (BLOWIN' IN THE WIND)
（作詞・作曲：Bob Dylan、編曲：KUWATA BAND）
12. スキップ・ビート (SKIPPED BEAT) 
（作詞・作曲：桑田佳祐、編曲：KUWATA BAND）

### DISC 2
1. ONE DAY
（作詞・作曲:桑田佳祐　編曲:KUWATA BAND）
2. I'M A MAN (アイム・ア・マン・フロム・ザ・プラネット・アース)  ※
（作詞:Tommy Snyder　作曲・編曲:KUWATA BAND）
3. FEEDBACK (理由なき青春)  ※
（作詞:Tommy Snyder　作曲・編曲:KUWATA BAND）
4. SHE'LL BE TELLIN' (真夜中へデビューしろ!!)  ※
（作詞:Tommy Snyder　作曲・編曲:KUWATA BAND）
5. PARAVOID (彼女はポラボイド)  ※
（作詞:Tommy Snyder　作曲・編曲:KUWATA BAND）
6. “BOYS” IN THE CITY (ボーイズ・イン・ザ・シティ)  ※
（作詞:Tommy Snyder　作曲・編曲:KUWATA BAND）
7. GO GO GO (愚かなあいつ)  ※
（作詞:Tommy Snyder　作曲・編曲:KUWATA BAND）
8. 鰐
（作詞・作曲:桑田佳祐　編曲:KUWATA BAND）
9. BE MY BABY
（作詞・作曲:Spector-Greenwich-Barry　編曲:KUWATA BAND）
ロネッツのカバー。
10. BAN BAN BAN
（作詞・作曲:桑田佳祐　編曲:KUWATA BAND）
11. 神様お願い
（作詞・作曲:松崎由治　編曲:KUWATA BAND）
12. HEY JUDE
（作詞・作曲:Lennon-McCartney　編曲:KUWATA BAND）
ビートルズのカバー。

## 参加ミュージシャン
- KUWATA BAND
  - 桑田佳祐
  - 松田弘
  - 河内淳一
  - 今野多久郎
  - 小島良喜
  - 琢磨仁

- サポートメンバー
  - 高野正幹 - サクソフォーン、フルート